# Mars Exploration Rover

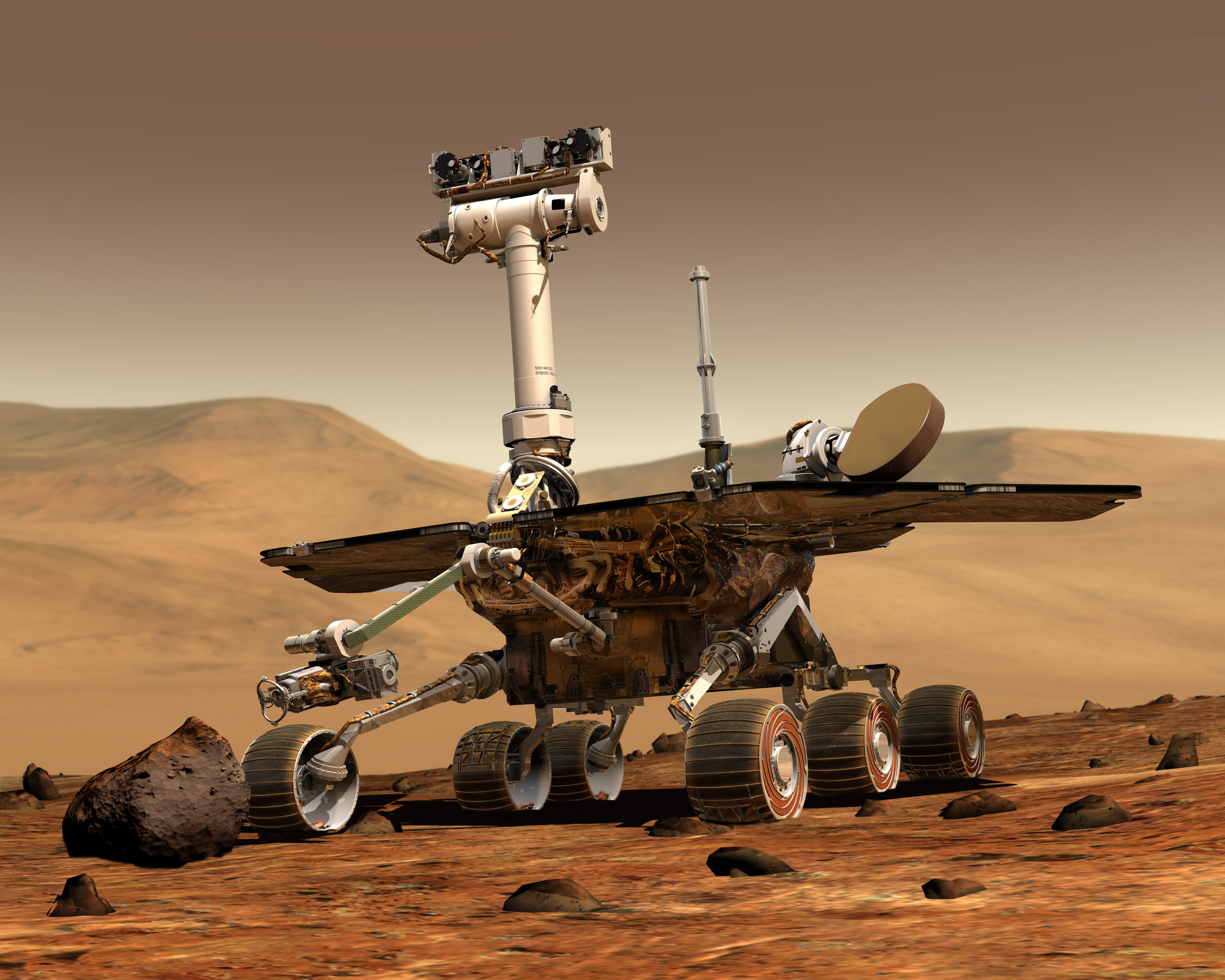
3D-зображення марсохода «Спірит»

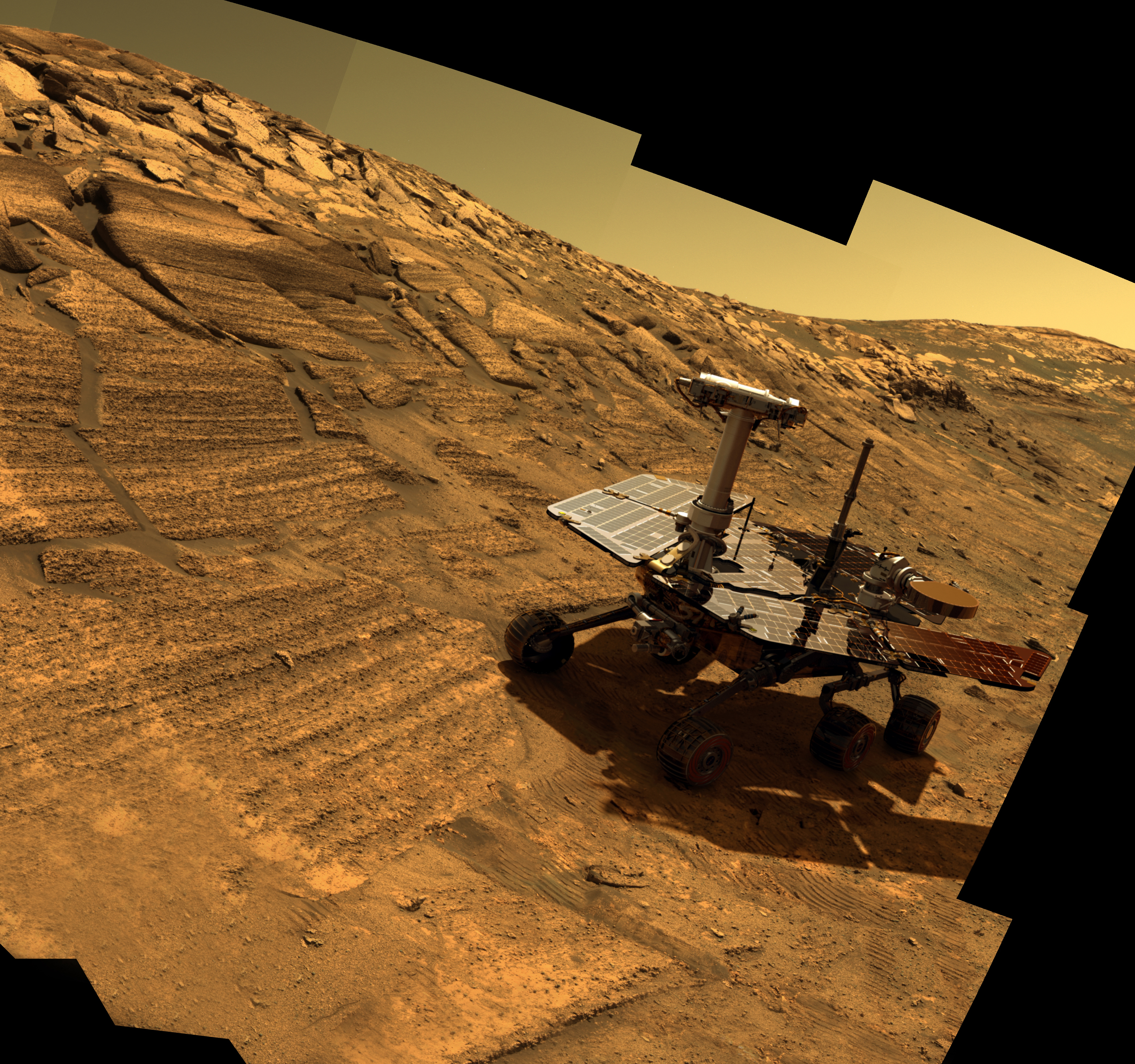
Марсохід «Оппортьюніті»

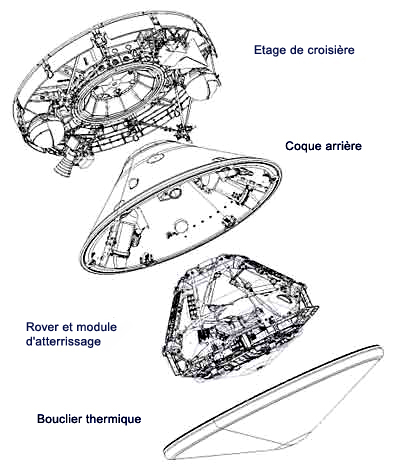
Sonda Mars Exploration Rover

Mars Exploration Rover (MER) — американська роботизована міжпланетна місія НАСА, у яку включено два марсіанських всюдиходи — «Спірит» і «Оппортьюніті», що досліджували планету Марс у 2004—2018 роках.

## Загальний опис
Наукова мета місії полягала в пошуку і характеристиці широкого спектра порід і ґрунтів, які тримають ключі до минулого активності води на Марсі. Місія є частиною геологорозвідувальної Програми дослідження Марса агентства НАСА, яка включає три попередніх успішних посадки: двох апаратів «Вікінг» у 1976 році і зонда Mars Pathfinder у 1997 році. Загальна вартість будівництва, запуску, посадки та роботи роверів на поверхні для перших 90 марсіанських днів (солів) основної місії склала 820 млн дол. Марсоходи продовжують функціонувати після 90-сольної основної місії, кожен із них отримав по п'ять продовжень місії. П'яте продовження місії відбулося в жовтні 2007 року, а останнє до 2009 року. Загальна вартість перших чотирьох продовжень місії склала 104 млн дол., а п'яте, як очікується, обійдеться щонайменше у 20 млн дол.
У липні 2007 року під час 4-го розширення місії, марсіанська пилова буря погрожувала заблокувати надходження сонячних променів до роверів і відповідно здатність корабля збирати енергію через їх сонячну панель, у результаті чого інженери побоюються, що один або обидва ровери можуть стати неробочими. З усім тим, пилова буря пройшла, і робота відновилась.
1 травня 2009 року, під час свого 5-го розширення місії, «Спірит» застряг у м'якому ґрунті на Марсі.
26 січня 2010 року, після майже дев'яти місяців спроб повернути ровер до потрібного шляху, у тому числі з використанням тестових роверів на Землі, НАСА оголосило, що «Спірит» буде перетворений на стаціонарну наукову платформу. Цей режим дасть змогу використовувати «Спірит», щоб допомогти вченим виявляти Чандлерівський рух в обертанні планети, що вказувало б на рідке ядро. Лабораторія реактивного руху (JPL) втратила контакт зі «Спірітом» після останнього слухання 22 березня 2010 року. Лабораторія продовжувала спроби відновити зв'язок до 25 травня 2011 року, у результаті чого час, що минув від початку місії, становив 6 років 2 місяці 19 днів, що перевищило заплановану тривалість місії у 25 разів.
На знак визнання величезної кількості наукової інформації від місії Mars Exploration Rover, накопиченої обома роверами, два астероїди були названі на їх честь: 37452 Спірит і 39382 Оппортьюніті. Місія управляється Лабораторією реактивного руху НАСА, де були розроблені, побудовані й експлуатуються досі ровери.
24 січня 2014 року НАСА повідомило, що сучасні дослідження, які проводяться «К'юріосіті» і «Оппортьюніті» націлені на пошук доказів стародавнього життя, в тому числі біосфери на основі автотрофних, хемотрофних і/або хемолітоавтотрофних мікроорганізмів, а також води, в тому числі річок-озер (рівнини, пов'язані з древніми річками чи озерами), які, можливо, були придатні для життя. Пошук доказів існування живих організмів, тафономія (у зв'язку зі скам'янілостями) і пошук органічного вуглецю на планеті Марс, тепер основна мета НАСА.

## Наукові результати місії Mars Exploration Rover
Див. також Наукові результати місії Mars Exploration Rover
Місія вивчення Марса Mars Exploration Rover космічного агентства НАСА надала величезний обсяг наукової інформації щодо атмосфери та геології Марса, а також до деяких астрономічних спостережень. 
Безпілотна місія вивчення Марса Mars Exploration Rover почалася у 2003 році запуском двох роботизованих марсоходів, «Спіріта» й «Оппортьюніті», основною метою місії є дослідження поверхні і геологічного минулого Марса. Місію очолив керівник проєкту Пітер Тізінгер із Лабораторії реактивного руху НАСА, а також провідний геолог Стів Сквайрес, професор-астроном із Корнелльського університету.
Основним завданням серед наукових цілей місії є пошук і характеристика різних гірських порід і ґрунтів, які б свідчили про минулу водну активність планети.

## Мета місії
Основним завданням місії було вивчення осадових порід, які, як передбачалося, повинні були утворитися в кратерах (Гусєва, Еребус і суміжних), де колись могло перебувати озеро або море. Однак класичні осадові породи знайдені не були, в кратері в основному зустрічалися породи вулканічного походження.
Перед місією марсохода були поставлені наступні наукові цілі:
- Пошук і опис різноманітних гірських порід і ґрунтів, які свідчать про минулу водну активність планети. Зокрема, пошук зразків з вмістом мінералів, які відкладалися під впливом опадів, випаровування, осадження або гідротермальної активності.
- Визначення поширення та складу мінералів, гірських порід і ґрунтів, які оточують місце посадки.
- Визначення того, які геологічні процеси сформували рельєф місцевості та хімічний склад. Ці процеси можуть включати в себе водну або вітрову ерозію, відкладення осадів, гідротермальні механізми, вулканізм і утворення кратерів.
- Проведення калібрування та перевірки спостережень за поверхнею, зроблених за допомогою інструментів Марсіанського розвідувального супутника. Це допоможе визначити точність і ефективність різних інструментів, які використовуються для вивчення марсіанської геології з орбіти.
- Пошук залізовмісних мінералів, виявлення і кількісна оцінка відносних величин за певними типами мінералів, які містять воду або були сформовані у воді, як-от залізовмісні карбонати.
- Кваліфікація мінералів і геологічних текстур і визначення процесів, які їх утворили.
- Пошук геологічних причин, що сформували ті умови навколишнього середовища, які існували, коли на планеті була присутня рідка вода. Оцінка того, наскільки дані умови були прийнятні для вуглецевого життя.

## Історія
Ровери були запущені в червні та липні 2003 року і приземлилися в січні 2004 року в віддалених один від одного екваторіальних місцях на Марсі.
21 січня 2004 року Deep Space Network (Мережа далекого космічного зв'язку НАСА) втратила контакт зі «Спірітом», причини, як вважали спочатку, пов'язані з грозою над Австралією. Марсохід передав повідомлення без даних, але того ж дня пропустили ще й інший сеанс зв'язку з Mars Global Surveyor. Наступного дня JPL отримав сигнал від марсохода, який вказував, що це був аварійний режим. 23 січня команді вдалося зв'язатися з ровером. Несправність, як вважали, була викликана помилкою в підсистемі флешпам'яті марсохода. Марсохід не виконував жодних наукових досліджень протягом десяти днів, в той час, як інженери оновлювали своє програмне забезпечення і проводили тести. Проблема була виправлена шляхом переформатування флешпам'яті «Спіріта» і за допомогою програмного патча, щоб уникнути перевантаження пам'яті; «Оппортьюніті» також був «пропатчений» як запобіжний захід. «Спіріт» повністю повернувся до наукової роботи 5 лютого.
23 березня 2004 року відбулася пресконференція, на якій оголосили «Велике відкриття» — докази існування рідкої води на поверхні Марса у минулому. Делегація вчених показала фотографії і дані, що розкривають стратифікацію оголених порід всередині кратера на плато Меридіана, місця посадки марсохода «Опортьюніті». Це дало змогу припустити, що вода колись текла в цьому регіоні. Нерівномірний розподіл хлору і брому припускає, що це місце було колись береговою лінією солоного моря, яке тепер випарувалося.
8 квітня 2004 року НАСА оголосило, про продовження терміну місії марсоходів з трьох до восьми місяців. НАСА відразу ж виділила додаткові кошти в розмірі 15 мільйонів доларів, і 2,8 млн на місяць для продовження досліджень. Пізніше того ж місяця «Оппортьюніті» прибув до кратера Ендюранс, він пройшов за п'ять днів 200 метрів. 22 вересня НАСА оголосило про продовження терміну місії марсоходів ще на шість місяців. «Оппортьюніті» залишив кратер Ендюранс, щоб відвідати відкинутий теплозахисний екран і перейти до кратера Вікторії. «Спіріт» вирушив до вершини комплексу пагорбів Колумбія.
Оскільки два ровери добре функціонували, у вересні 2006 року НАСА оголосила ще одне 18-місячне продовження місії. «Оппортьюніті» мав відвідати «Etched Terrain», а «Спіріт» мав піднятися на скелястий схил до верхньої частини пагорба Хасбанда. 21 серпня 2005 року, після 581 сол і подорожі в 4,81 км, «Спіріт» досяг вершини пагорба Хасбанда.
«Спіріт» «відсвяткував» один марсіанський річний ювілей (669 солів, або 687 земних днів) 20 листопада 2005. «Оппортьюніті» відзначив свій ювілей 12 грудня 2005 року. На початку місії очікувалося, що марсоходи не зможуть функціонувати більше, ніж 90 марсіанських днів. Пагорби Колумбія були «всього лише сон», відповів водій марсохода Кріс Легер. «Спіріт» досліджував напівкругле скельне утворення, відоме як Home Plate. Це багатошарове кам'яне оголення, що спантеличує і збуджує вчених.

## Галерея

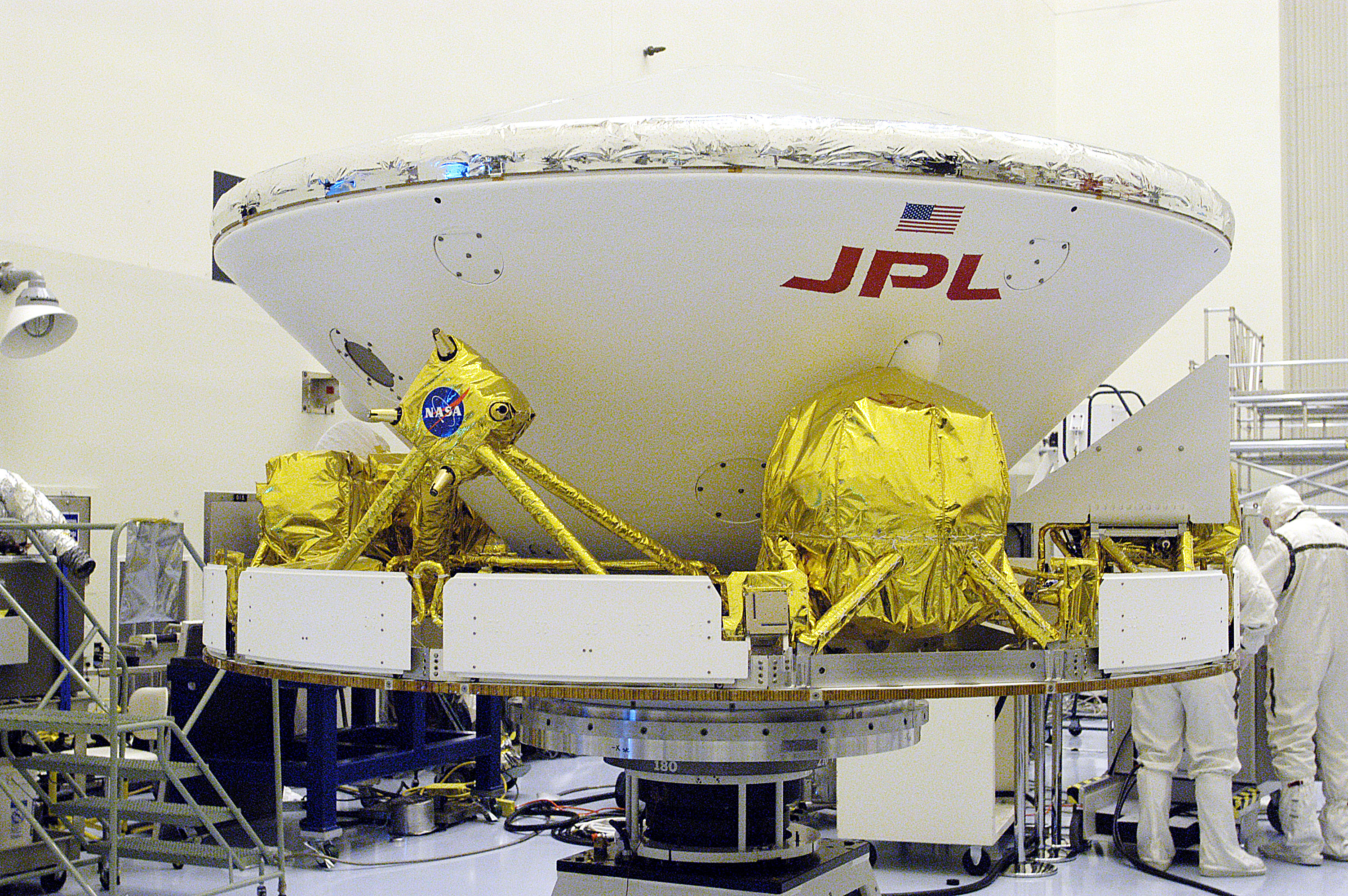
Посадковий модуль на збиранні (Оппортьюніті)
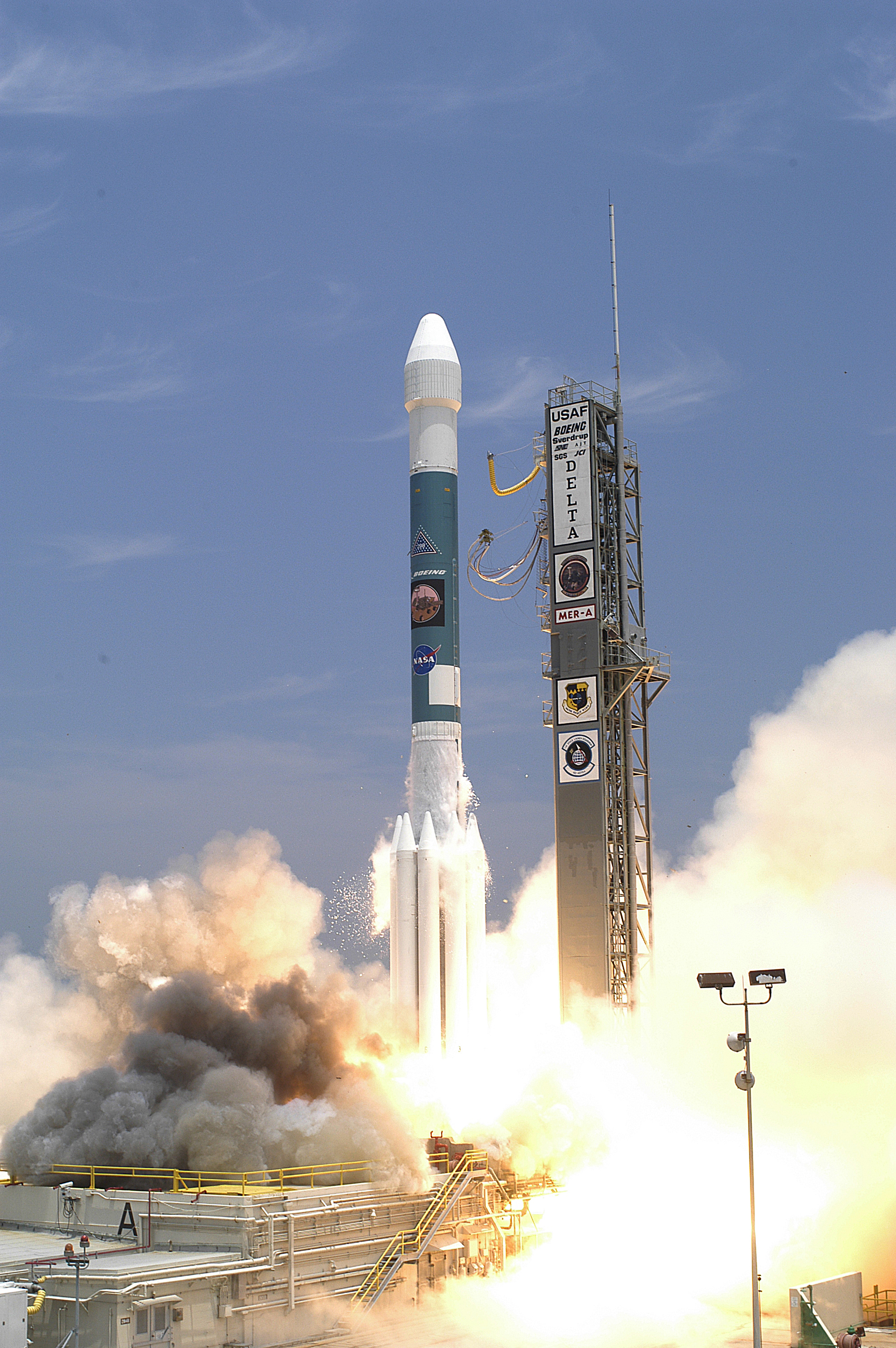
Старт ракети Delta-II з АМС з марсоходом («Спіріт»)
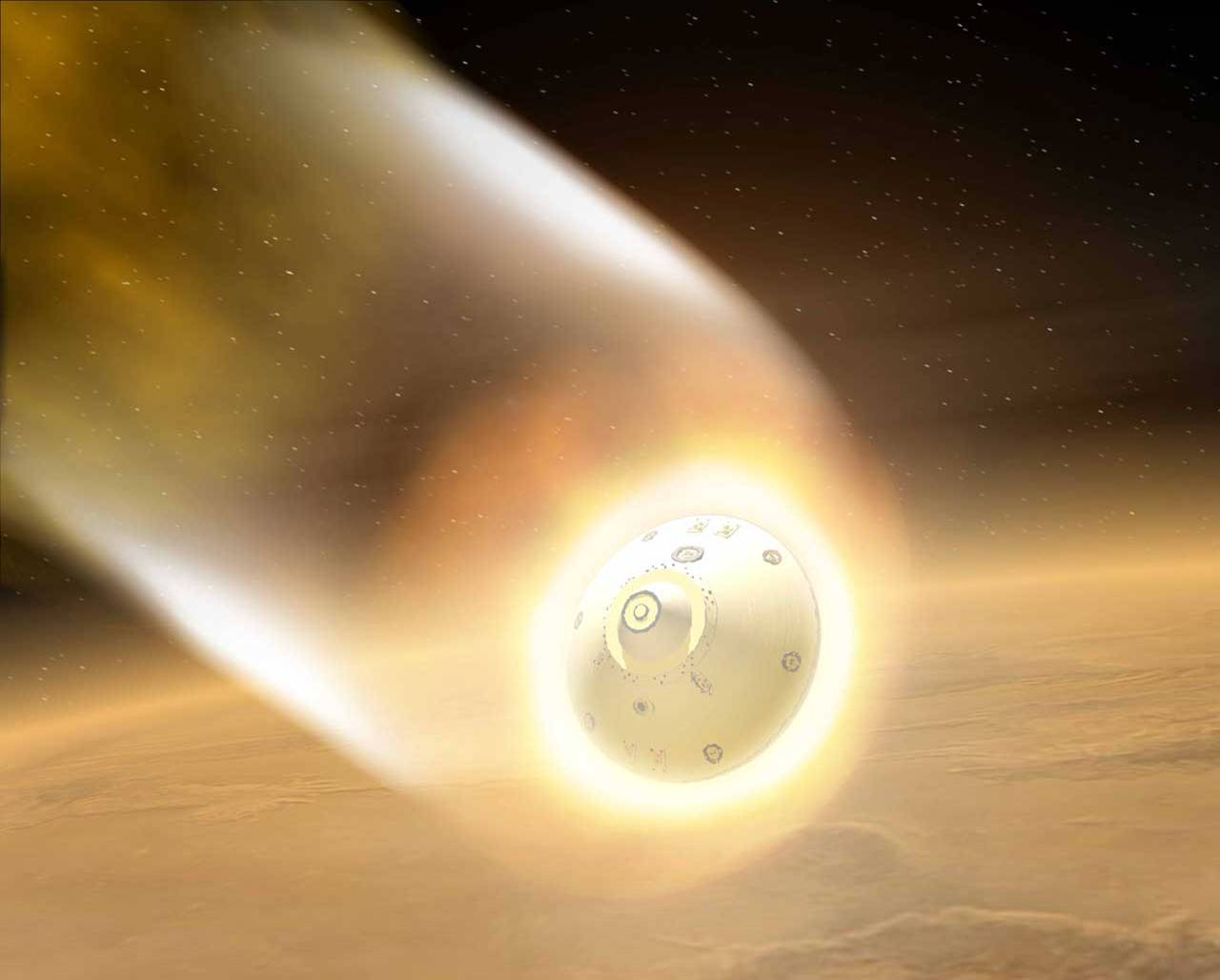
Посадковий модуль при вході в атмосферу Марса
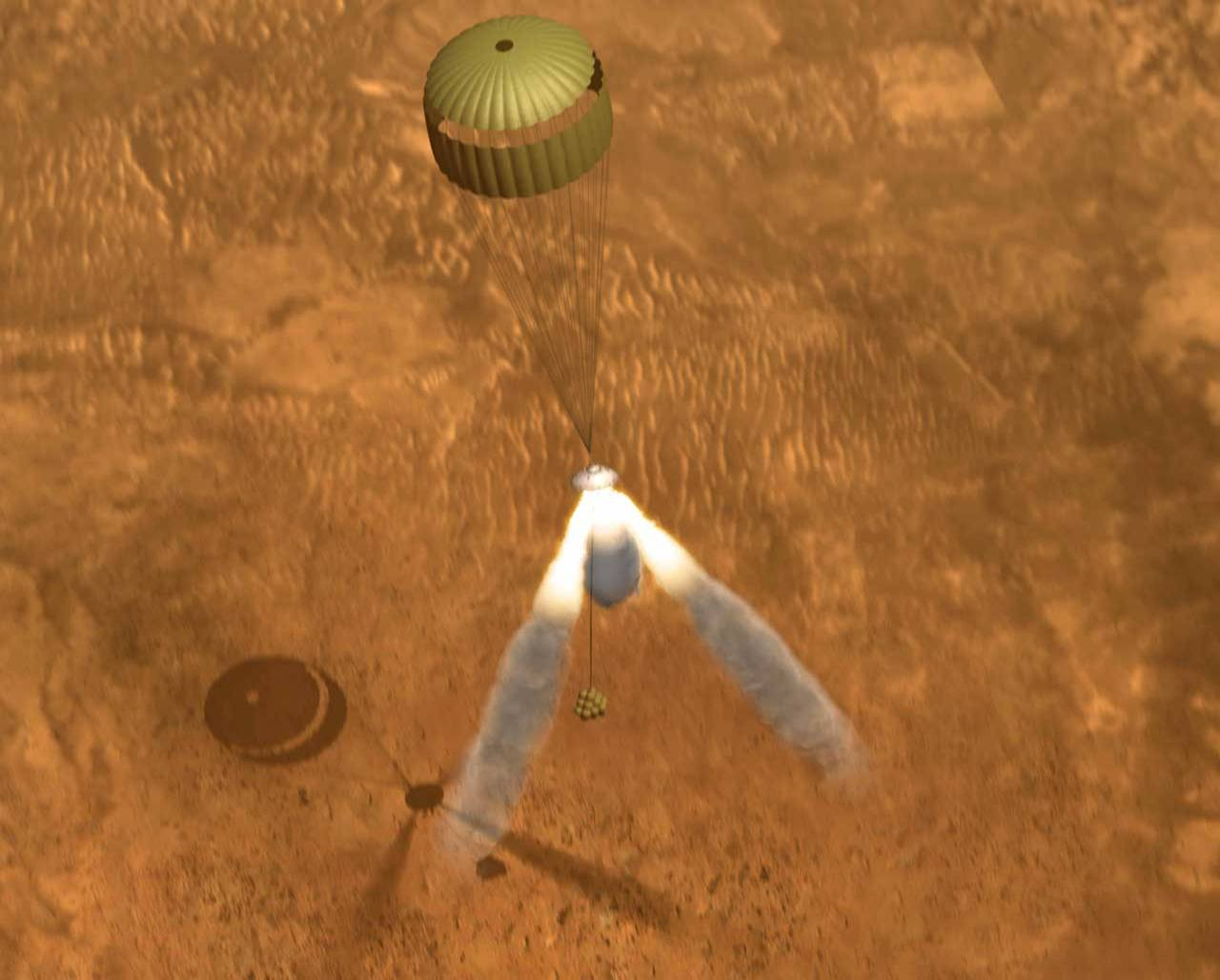
Парашут і ракетні двигуни посадкового модуля перед посадкою
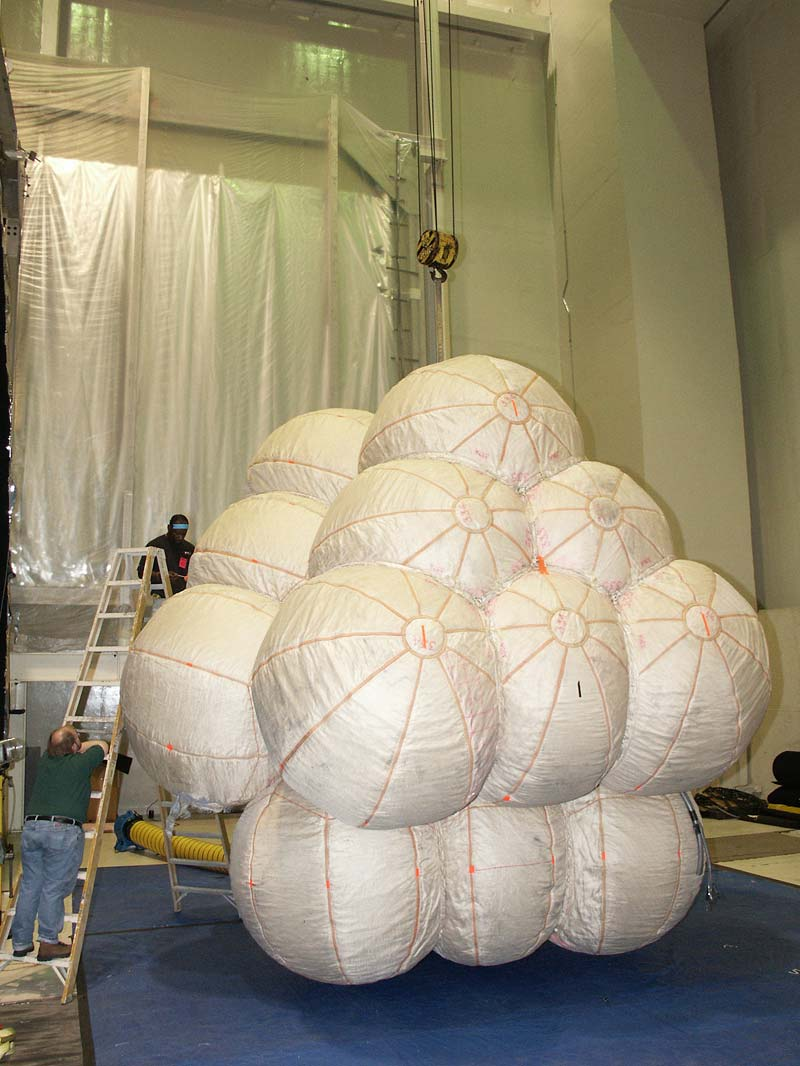
Повітряні подушки посадкового модуля
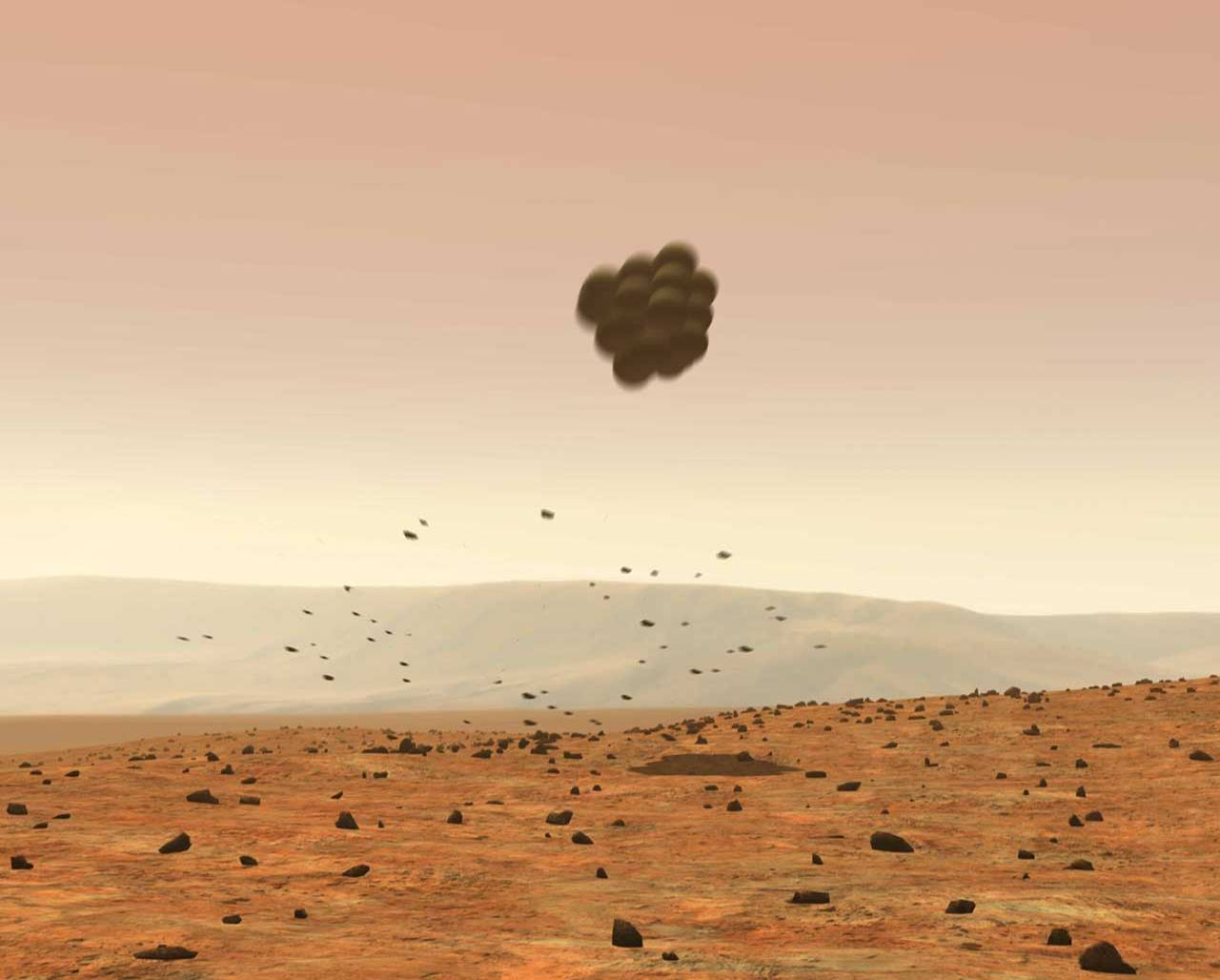
Посадка з амортизацією посадкового модуля
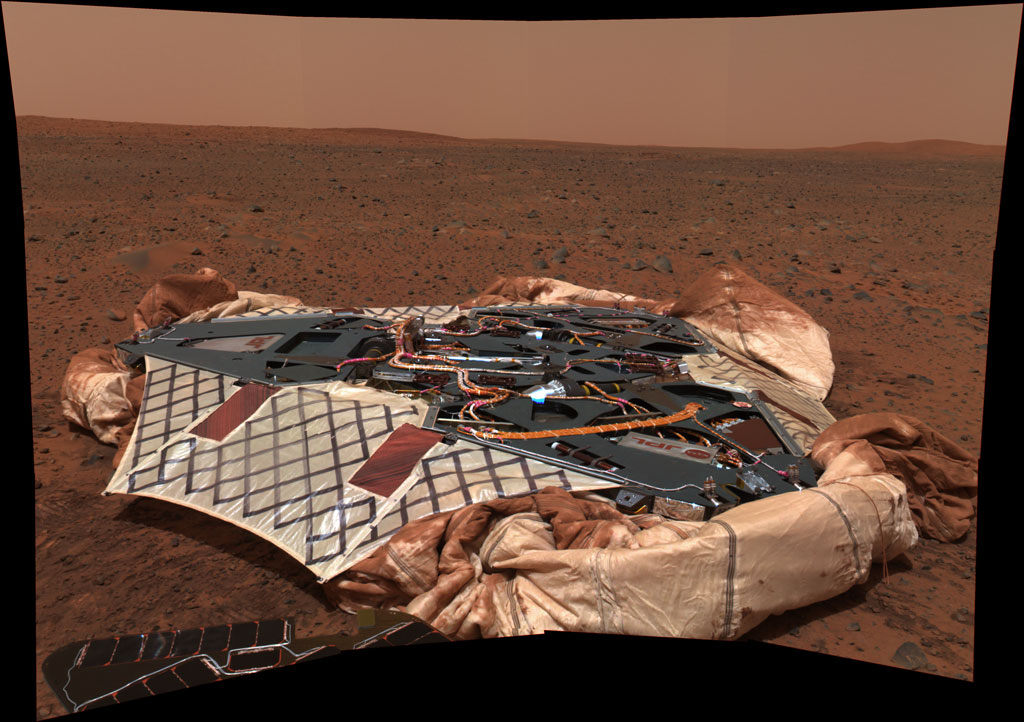
Посадкова платформа на Марсі (Спіріт)
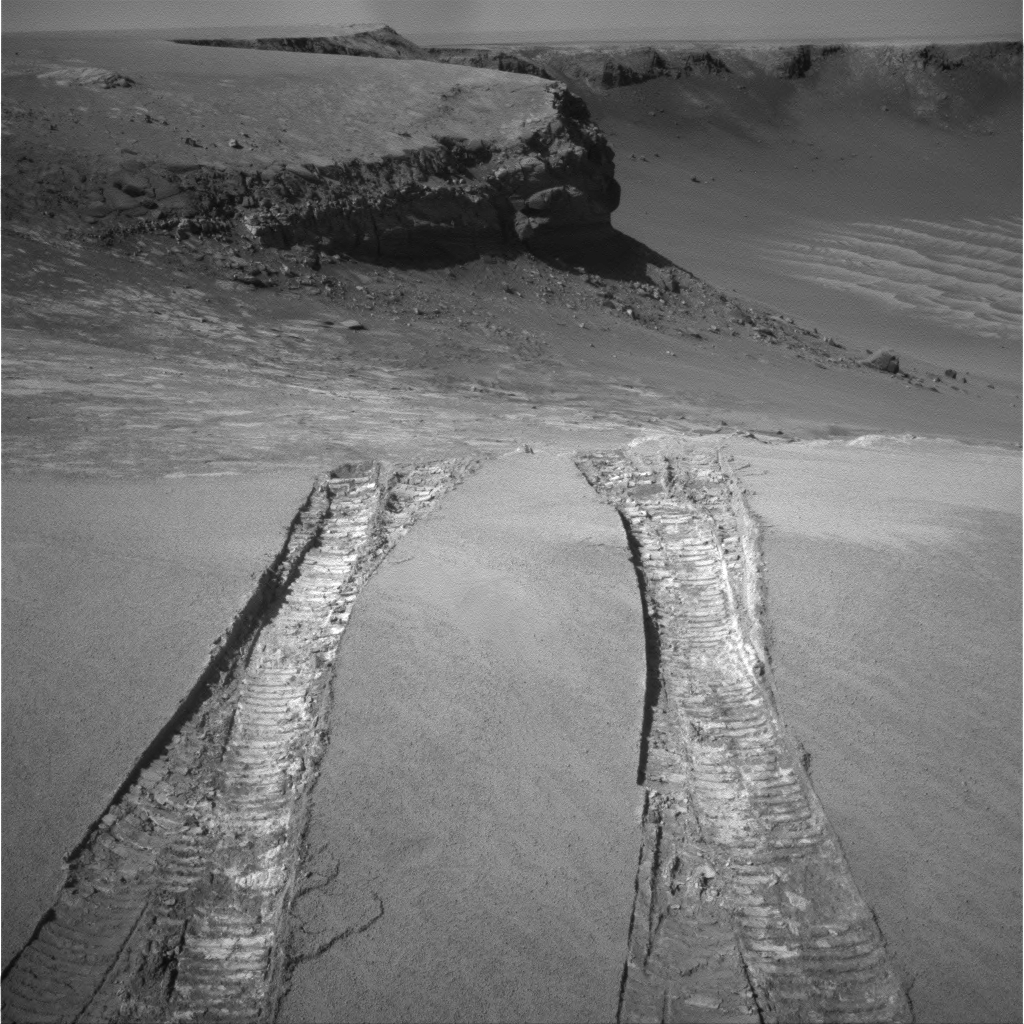
Сліди марсохода на марсіанській поверхні (Спіріт)
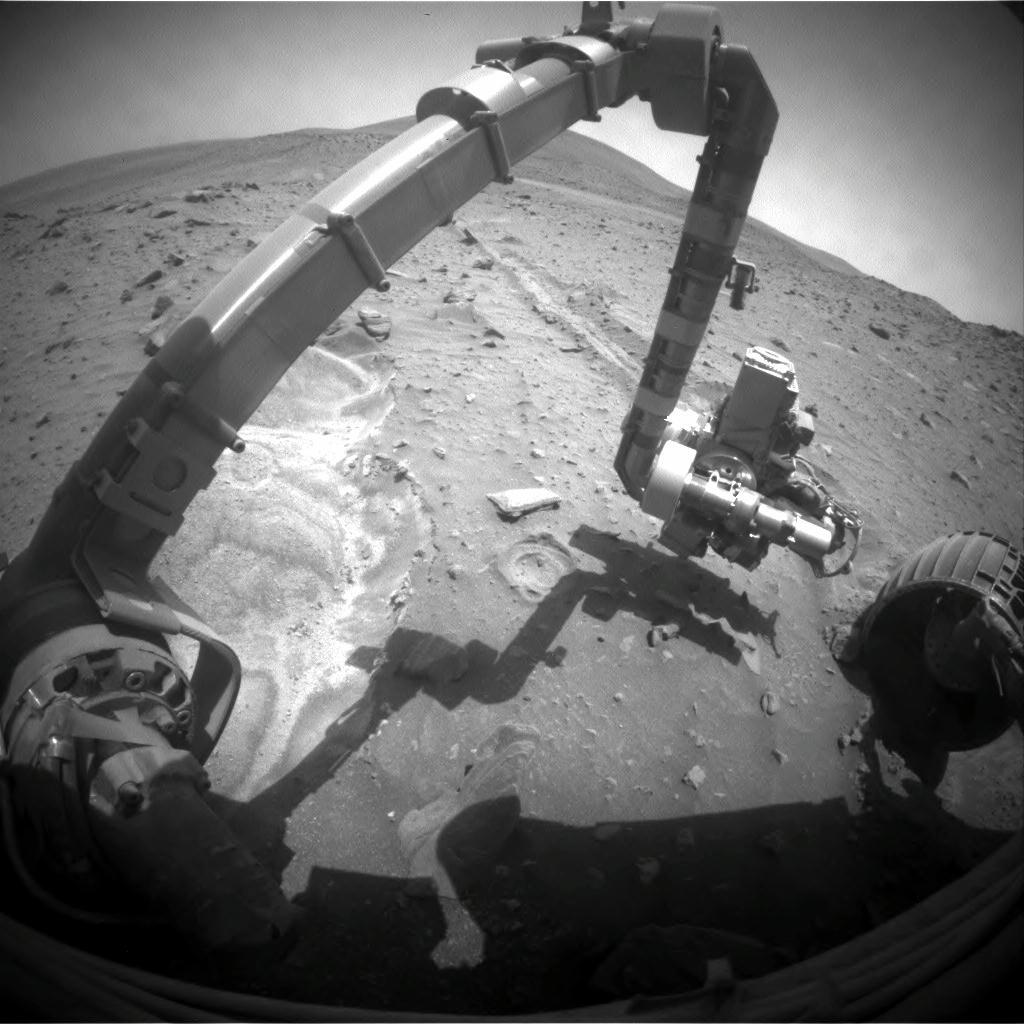
Маніпулятор марсохода (Спіріт)
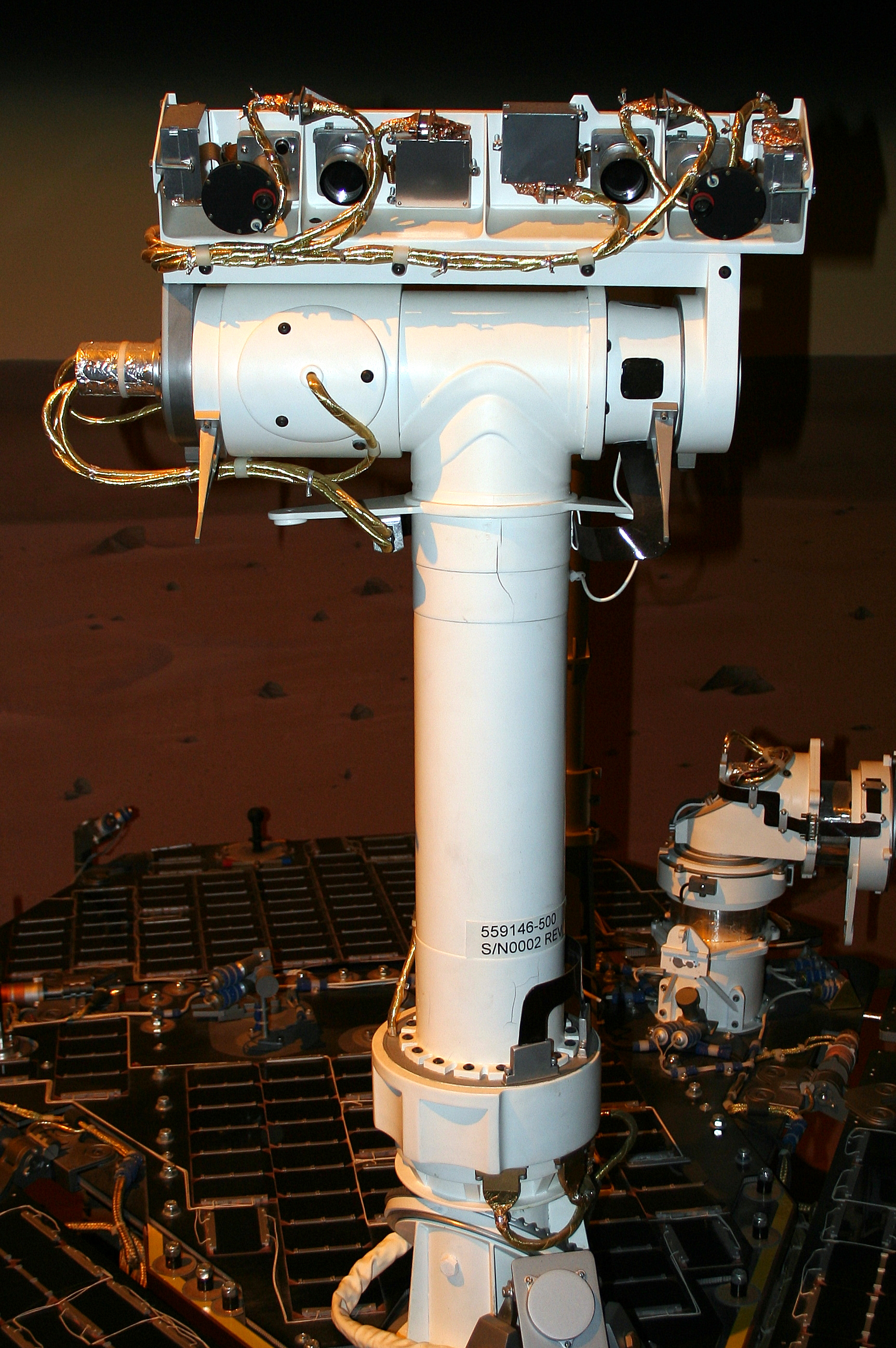
Головна панорамна камера марсохода MER

## Інтернет-ресурси
- Сайт проєкту [Архівовано 29 жовтня 2004 у Wayback Machine.]
- Новини про Spirit і Opportunity на сайті Compulenta.ru
- Прогулкянки з Марсоходами [Архівовано 9 січня 2011 у Wayback Machine.]

- Соджонер — перший марсохід, 1997 году.